# Casa Utrillo
La casa Utrillo és un edifici de Sitges (Garraf) inclòs a l'Inventari del Patrimoni Arquitectònic de Catalunya. Actualment, i des del 1936, acull la biblioteca popular Santiago Rusiñol.

## Descripció
La casa Utrillo és un edifici entre mitgeres, situat al carrer de la Davallada, darrere de l'Ajuntament. Consta de planta, dos pisos i terrat. A la planta baixa hi ha, a l'esquerra la porta d'accés adovellada amb arc de mig punt. A la dreta hi ha dues finestres allindades. El primer pis té un balcó central amb barana de ferro i dues finestres als costats. Totes aquestes obertures es troben emmarcades amb motius ornamentals pictòrics d'estil noucentista. Al segon pis hi ha un conjunt de cinc finestres seguides d'arc de mig punt emmarcades amb maó. L'edifici es corona amb cornisa i barana.

## Història
La biblioteca forma part del conjunt d'edificacions de Maricel, que van ser iniciades l'any 1910, sota la direcció de Miquel Utrillo. Aquest edifici data de l'any 1915, d'acord amb la inscripció que figura a la façana. La biblioteca fou inaugurada el 14 de juny del 1936, cinquè aniversari de la mort de Santiago Rusiñol. Conté un important fons bibliogràfic, incrementat l'any 1981 amb l'arxiu personal de Miquel Utrillo.